# 東名足柄橋

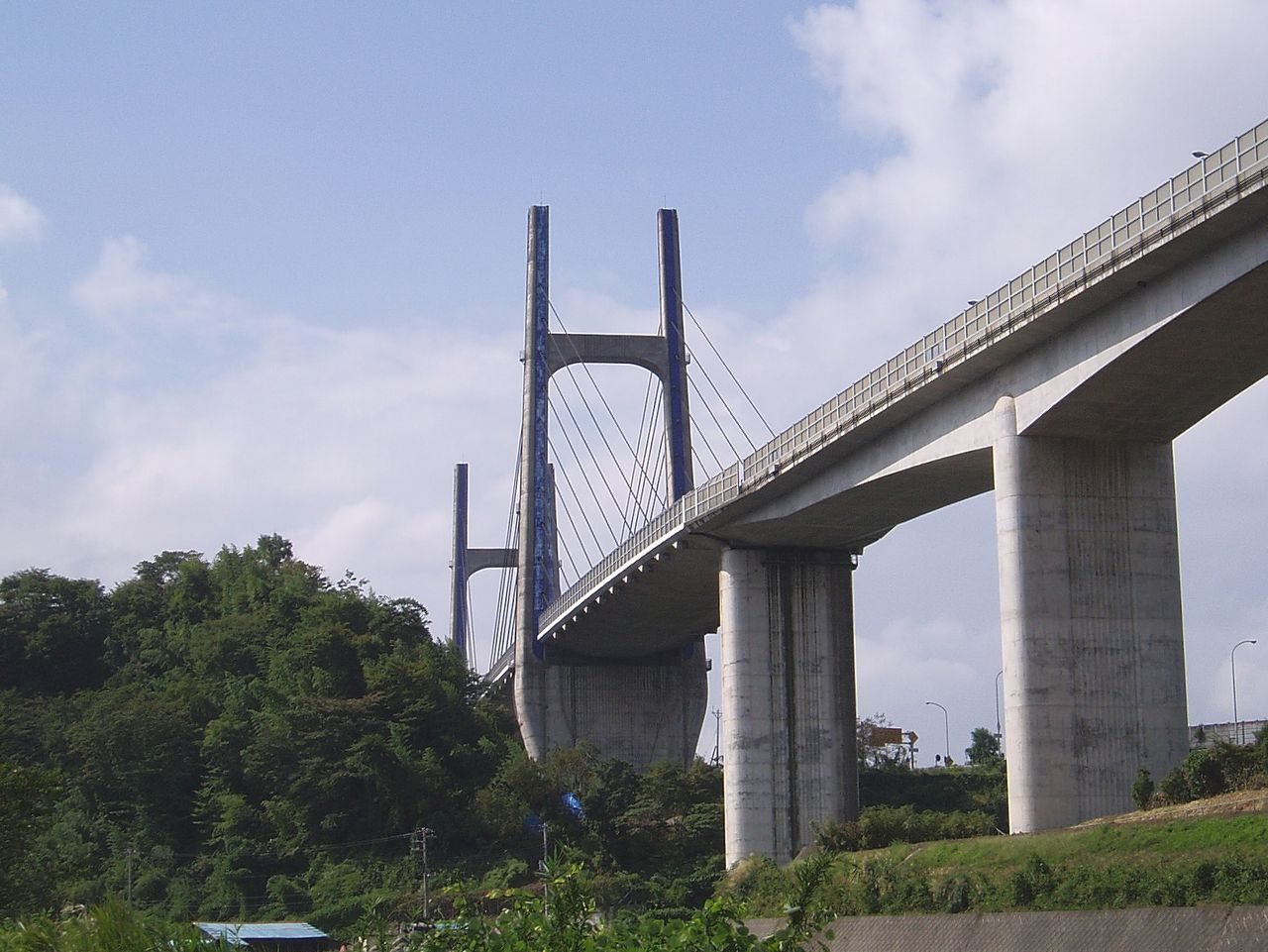
東名足柄橋（奥が名古屋方面）

東名足柄橋（とうめいあしがらばし）は、静岡県駿東郡小山町に架かる東名高速道路上り線の橋で、斜張橋である。

## 概要
1991年3月に御殿場IC-大井松田IC間の上り線（東京方面）改良・新車線開通に伴い設置された。上り線が下り線（以前の上下線）を跨ぐ構造となっており、この橋より東京方面は都夫良野トンネルの先の高架橋まで、離れてはいるが対向車線の右側に位置する構造（右側通行）となっている。
JR御殿場線が近隣を走っており、1992年に発行された小田急電鉄の時刻表では、東名足柄橋を背景にして走行する特急「あさぎり」（現・「ふじさん」）の写真が使用された。

## 表彰
- 平成3年度土木学会田中賞（作品部門）を受賞

## 隣
E1 東名高速道路上り線
(6) 大井松田IC - 鮎沢PA - 東名足柄橋 - (6-1)足柄SA/SIC - (7)御殿場IC